# Boris Blacher
Boris Blacher (* 6. Januarjul. / 19. Januar 1903greg. in Newchwang (chinesisch 牛庄, Pinyin Niúzhuāng, heute: Yingkou), China; † 30. Januar 1975 in Berlin) war ein deutsch-baltischer Komponist, Librettist und Kompositionslehrer.

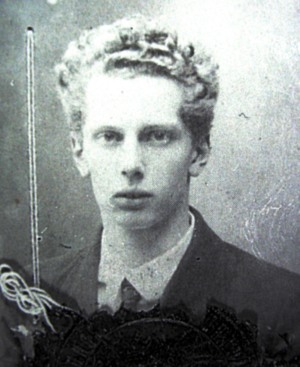
Boris Blacher 1922 (Passfoto auf seinem russischen Abiturzeugnis)

## Leben
Boris Blachers Kindheit und Jugend waren geprägt von häufigen Ortswechseln seiner Eltern; sein Vater stammte aus Reval (Tallinn) und hatte als Direktor einer russisch-deutschen Bank Führungspositionen in China, Sibirien und der Mandschurei.
Blacher verbrachte die Schulzeit in Chefoo, Hankau, Irkutsk und Harbin. Entsprechend vielsprachig – deutsch, estnisch, russisch, englisch, chinesisch, italienisch – und multikulturell wuchs er auf. In seinem großbürgerlichen Elternhaus kam er früh mit Musik in Berührung und erhielt Klavier- und Geigenunterricht. Als Schüler zeigte er Interesse am Musiktheater und lernte den Opernbetrieb auch von innen kennen, zunächst als freiwilliger Beleuchter an den jeweiligen Provinzbühnen, später als Arrangeur, indem er Klavierauszüge – beispielsweise von Puccinis Tosca – zu kompletten Orchesterpartituren umschrieb.

Ehrengrab von Boris Blacher auf dem Waldfriedhof Zehlendorf

Im Jahr 1922 kam er über Shanghai und Paris nach Berlin. Die kulturelle Vielfalt der Stadt faszinierte ihn so sehr, dass er zeitlebens dort wohnen blieb. Zunächst schrieb er sich an der Technischen Hochschule in Architektur und Mathematik ein, wechselte jedoch bereits 1924 zur Musikhochschule. Dort belegte er die Fächer Komposition (bei Friedrich Ernst Koch) und Musikwissenschaft (bei Arnold Schering, Friedrich Blume und Erich Moritz von Hornbostel). Gleichzeitig entstanden erste Kompositionen: 1925 Musik zu einem Bismarck-Film, 1927 Drei Stücke für Flöte, zwei Klarinetten und Schlagzeug, 1929 die dadaistische Kammeroper Habemeajaja (estnisch für Barbier). In der Folgezeit lebte er von privater Lehrtätigkeit, schrieb Unterhaltungsmusik und Arrangements und arbeitete als Stummfilmbegleiter am Klavier.
Boris Blacher starb, knapp zwei Wochen nach seinem 72. Geburtstag, am 30. Januar 1975 in Berlin. Er wurde auf dem Waldfriedhof Zehlendorf beigesetzt (Grablage: 026-09). Blachers Grab schmückt ein Bronzebildwerk von Bernhard Heiliger.

## Werk
1937 erreichte er den Durchbruch mit seiner von den Berliner Philharmonikern unter Carl Schuricht uraufgeführten Komposition Concertante Musik für Orchester. Ebenfalls 1937 schrieb er sein Divertimento: Intrada – Marsch op. 7 für Blasorchester und kommentierte: „In meinem Divertimento, das ich im Auftrage des Reichsluftfahrtministeriums geschrieben habe, schwebte mir ein Stil vor, der die disziplinierte Strenge des allgemein Militärischen mit dem technischen Charakter der Luftwaffe verbindet.“
Nach einem von Karl Böhm (1894–1981) vermittelten Lehrauftrag am Dresdener Konservatorium, der ihm 1939 wieder entzogen wurde, weil die Gestapo seine jüdische Großmutter (Feliciana Boerling) entdeckte, und er daraufhin seinen Lehrstuhl verlor, (Gestapo Dokumente; 'Aufstieg und Rückzug': p79, in Boris Blacher 1903–75, Akademie der Künste, ibid.) auch weil er sich für die damals unerwünschte Musik von Schönberg, Hindemith und Milhaud einsetzte, durfte Blacher nicht mehr öffentlich unterrichten (ibid.). Unter den (wenigen) modernen Komponisten, die während des Nationalsozialismus gespielt wurden, gehört Blacher zu den meist aufgeführten.
Nach Diktatur und Krieg hatte er mit mehreren Kompositionen Erfolg, u. a. mit den Variationen über ein Thema von Paganini, die ihn auch bei einem breiteren Publikum schlagartig berühmt machen. Ab 1945 leitete er eine Kompositionsklasse an dem von Josef Rufer gegründeten Internationalen Institut für Musik in Berlin-Zehlendorf. 1948 erhielt er einen Lehrstuhl für Komposition an der Berliner Hochschule für Musik (heute eine Fakultät der UdK Berlin). 1953 wurde er, als Nachfolger Werner Egks, zu deren Präsident ernannt. Beide Positionen hatte er bis 1970 inne. Daneben bekleidete Blacher eine Fülle von kulturpolitischen Ämtern und war von 1968 bis 1971 Präsident der Berliner Akademie der Künste (deren Gründungsmitglied und Vizepräsident er seit 1956 bereits war). Ab 1966 war er zudem Korrespondierendes Mitglied der Deutschen Akademie der Künste in Berlin (Ost).
Boris Blacher hinterließ ein vielgestaltiges, abwechslungsreiches Werk, das – mit Ausnahme liturgischer Musik – fast alle musikalischen Genres und Stilgattungen umfasst. So schrieb er unter anderem 14 Opern, 9 Ballettmusiken (in enger Zusammenarbeit mit Tatjana Gsovsky), Solokonzerte für Klavier (3), Violine, Viola, Violoncello, Trompete und Klarinette, sowie Kantaten, Chorwerke, Sinfonien, Kammermusik und Lieder.

Vier Lieder nach Texten von Friedrich Wolf (1947)
Besetzungszettel der 1966 uraufgeführten Oper Zwischenfälle bei einer Notlandung

## Wirkung
Boris Blacher gehörte in den Jahren von 1945 bis 1975 zu den meistbeachteten und am häufigsten aufgeführten zeitgenössischen Komponisten in Deutschland. Insbesondere als Kompositionslehrer muss er als eine der wichtigsten und einflussreichsten Persönlichkeiten der Musik des 20. Jahrhunderts angesehen werden.
Bei seinen eigenen, oft ironisch distanzierten Werken benutzte er unter anderem ein von ihm entwickeltes System sogenannter „variabler Metren“, um musikalische Form und rhythmische Symmetrie mit zahlreichen, arithmetisch aufgebauten Taktwechseln zu durchbrechen. Obwohl überwiegend atonal komponierend, klingt seine Musik in hohem Maße verständlich. Sie ist gekennzeichnet durch tänzerische Leichtigkeit, klare Strukturen, geistreich-elegante Instrumentierung und pointierten Witz. Durch eine nahezu asketisch verschlankte Schreibweise ist sie frei von jedem falschen Pathos.
Ab 1960 wandte sich Blacher (in Kooperation mit dem Elektronik-Studio der TU Berlin) intensiv auch elektronisch erzeugter Musik zu und bezog sie in sein umfangreiches Œuvre ein. Zeitlebens an Jazz interessiert, war er überdies stets offen für alle Strömungen und Tendenzen Neuer Musik. Er vertrat dies immer auch seinen Schülern gegenüber, die aus allen Teilen der Welt zu ihm kamen. Die Liste seiner ehemaligen Studenten liest sich wie ein Who-is-who der in der zweiten Hälfte des 20. Jahrhunderts bekannten und bedeutenden internationalen Komponistengeneration. Zu ihnen zählten z. B. Gottfried von Einem, Heimo Erbse, Fritz Geißler, Günter Kochan, Rudolf Kelterborn, Giselher Klebe, Peter Ronnefeld, Heinz von Cramer, Thomas Kessler, Francis Burt, Isang Yun, Max Baumann, Claude Ballif, Hans Eugen Frischknecht, Maki Ishii, Noam Sheriff, George Crumb, Richard Trythall, Kalevi Aho, Klaus Huber und Aribert Reimann. Auch der Dirigent Herbert Kegel war ein Schüler von Blacher.
Neben seiner Professur in Berlin lehrte Blacher auch im Rahmen von Meisterkursen in Bryanstone (UK), Tanglewood (USA) und am Salzburger Mozarteum.

## Ehrungen

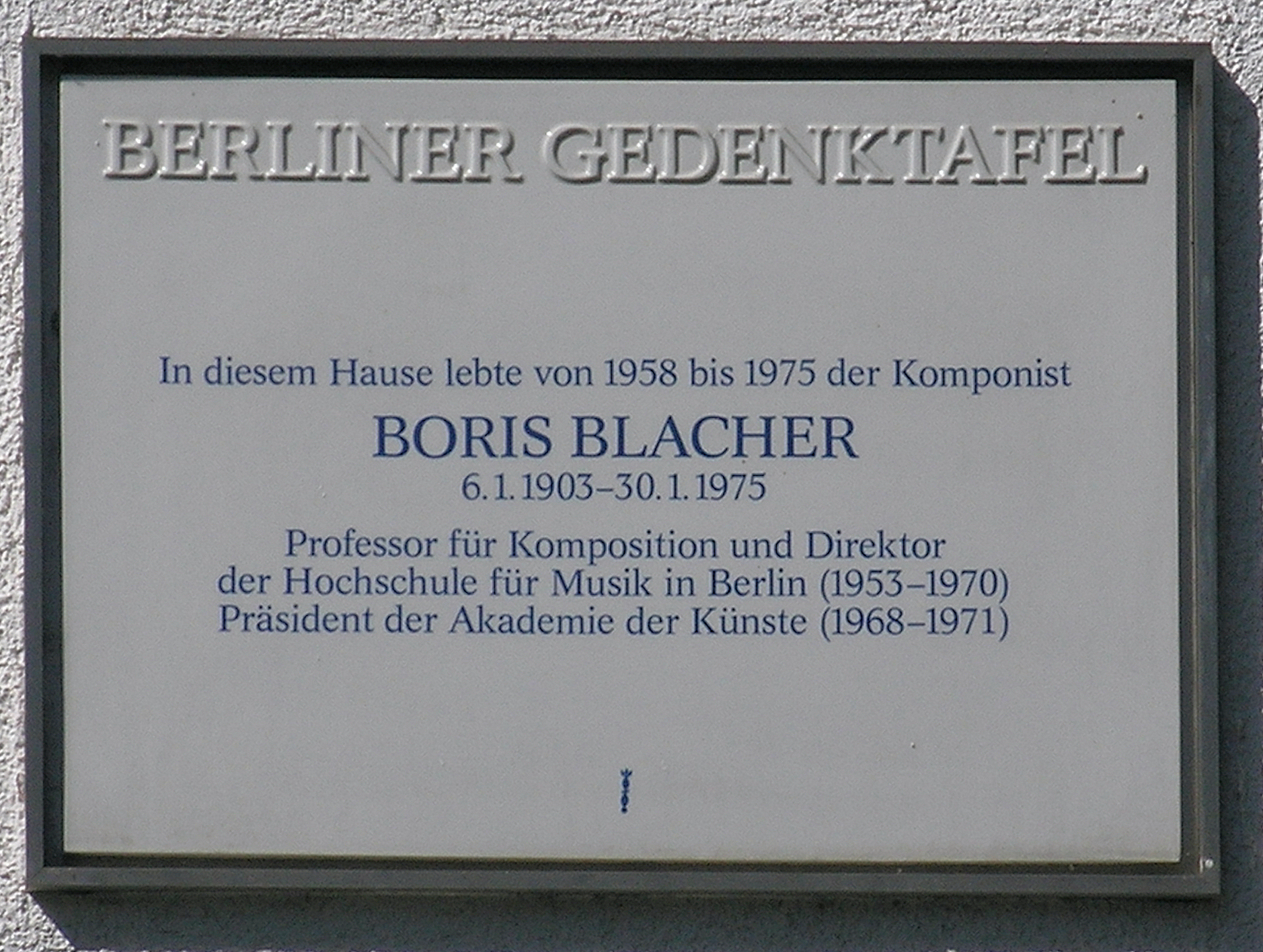
Berliner Gedenktafel
am Haus Kaunstraße 6 in Berlin-Zehlendorf

1957 wurde Blacher mit dem Bach-Preis der Freien und Hansestadt Hamburg ausgezeichnet, 1959 mit dem Großen Bundesverdienstkreuz, 1960 erhielt er den Musikpreis der Stadt Köln, 1963 die Richard-Strauss-Medaille, 1965 den Deutschen Kritikerpreis, 1973 die Ernst-Reuter-Plakette. 1974 wurde ihm die Ehrendoktorwürde der Universität Cork verliehen. Im selben Jahr erhielt er auch das Österreichische Ehrenzeichen für Wissenschaft und Kunst.
Auf Beschluss des Berliner Senats ist die letzte Ruhestätte von Boris Blacher auf dem Waldfriedhof Zehlendorf seit 1978 als Ehrengrab des Landes Berlin gewidmet. Die Widmung wurde zuletzt im August 2021 um die übliche Frist von zwanzig Jahren verlängert.
Am 2. Mai 1990 wurde an seinem ehemaligen Wohnort, Berlin-Zehlendorf, Kaunstraße 6, eine Berliner Gedenktafel enthüllt.

## Familie
Boris Blacher war verheiratet mit der Konzertpianistin Gerty Herzog. Aus dieser Ehe gingen vier Kinder hervor, von denen zwei Künstler wurden. Der jüngste Sohn Kolja Blacher, ein bedeutender Geiger und Professor an der Hochschule für Musik und Theater Hamburg (ab Frühjahr 2009 an der Hochschule für Musik „Hanns Eisler“ Berlin), war in den neunziger Jahren unter Claudio Abbado jüngster Erster Konzertmeister der Berliner Philharmoniker. Die Tochter Tatjana Blacher machte sich als Schauspielerin einen Namen.
Boris Blacher wohnte die meiste Zeit seines Berliner Lebens in Zehlendorf.

## Werke (Auswahl)

### Opern
- Habemeajaja (estnisch für Barbier) Kammeroper (1929) UA: 1987
- Fürstin Tarakanowa, Oper (1940)
- Romeo und Julia, Kammeroper (1943) UA: 1950 Salzburger Festspiele
- Die Flut, Oper (UA 1946 als Funkoper, 1947 in der Bühnenfassung)
- Die Nachtschwalbe, Dramatisches Nocturno (UA 1948)
- Preußisches Märchen, Ballett-Oper (1949, UA 1952)
- Abstrakte Oper Nr. 1 (1953/57)
- Rosamunde Floris, Oper (1960)
- Zwischenfälle bei einer Notlandung, Oper (1964)
- Ariadne, Kurzoper (1968)
- Zweihunderttausend Taler, Oper (1969)
- Yvonne, Prinzessin von Burgund, Oper (1973)

### Libretti für andere Komponisten
- Der Prozess (Libretto zur Oper von Gottfried von Einem, zusammen mit Heinz von Cramer, 1953)
- Dantons Tod (Libretto zur Oper von Gottfried von Einem, zusammen mit diesem, 1947)

### Ballette
- Fest im Süden, Tanzdrama (1935)
- Chiarina, Ballett (1946, Choreographie: Jens Keith)
- Hamlet, Ballett (1949)
- Lysistrata, Ballett (1950)
- Tristan, Ballett (1965)

### Chorwerke
- Gesang der Rotationsmaschinen für gemischten Chor (1930)
- Der Großinquisitor, Oratorium für Bariton, Chor und Orchester nach Dostojewskis Legende vom Großinquisitor (1942, UA 1947)
- Requiem (1958)

### Orchesterwerke
- Concerto für 2 Trompeten und 2 Streichorchester (1931)
- Kleine Marschmusik für Orchester (1932)
- Kurmusik für kleines Orchester (1933)
- Divertimento für Streichorchester (1935)
- Divertimento für sinfonisches Blasorchester (1936)
- Concertante Musik für Orchester (1937)
- Rondo für Orchester (1938)
- La Vie, Tanzszenen für Orchester (1938)
- Symphonie (1938)
- Estnische Tänze für 10 Bläser (1938)
- Hamlet, Sinfonische Dichtung für großes Orchester (1940)
- Symphonie Nr. 2 in D (1942)
- Partita für Streicher und Schlagzeug (1945)
- Erstes Klavierkonzert (1947)
- Paganini-Variationen für Orchester (1947)
- Konzert für Violine und Orchester (1948)
- Zweites Klavierkonzert (in variablen Metren) (1952)
- Konzert für Bratsche und Orchester (1954)
- Zwei Inventionen für Orchester (1954)
- Hommage à Mozart (1956)
- Music for Cleveland (1957)
- Musik für Osaka (1970)
- Konzert für Klarinette und Kammerorchester (1971)
- Poème für großes Orchester (1974)

### Sonstige Musik
- Jazz-Koloraturen für Sopran, Altsaxophon und Fagott (1929)
- I. Streichquartett (1929)
- Ornamente, sieben Studien über variable Metren für Klavier (1950)
- Sonate für Violine solo (1951)
- Epitaph, IV. Streichquartett (1951)
- Aprèslude, vier Lieder nach Gottfried Benn (1958)
- Jüdische Chronik, Gemeinschaftskomposition mit Paul Dessau, Karl Amadeus Hartmann, Hans Werner Henze und Rudolf Wagner-Régeny (1961)
- Multiple Raumperspektiven für Klavier und drei Klangerzeuger (1962)
- Studie in Schwarz (1962)
- Glissierende Deviationen (1962)
- Der Astronaut. Major Cooper umkreist die Erde, elektronische Raumstudie (1963)
- Skalen 2:3:4 (1964)
- Variationen über ± 1 für Streichquartett und Jazz-Combo (1966)
- Variationen über einen divergierenden c-moll-Dreiklang, V. Streichquartett (1967)
- Blues, Espagnola und Rumba philharmonica für 12 Violoncelli soli (1972)
- Variationen über eine Tonleiter für Solovioline (Thema + 5 Variationen + Coda) (1973)
- 24 Préludes für Klavier (1974)

### Musik für Hörspiele
- 1947: Kurt Schwollius: Wer ist unschuldig? – Regie: Heinrich Voigt (Berliner Rundfunk)
- 1947: Christian Munk: Die Reiherjäger – Regie: Heinrich Voigt (Berliner Rundfunk)
- 1948: George Bernard Shaw: Der Kaiser von Amerika – Regie: Alfred Braun (Berliner Rundfunk)